# Smeerenburg
Hvalfangerbyen Smeerenburg lå på Amsterdamøen på Svalbards nordvestligste del. Byen blev grundlagt af dansk-norske og hollandske hvalfangere i 1619. 

## Virkeligheden
I den første intensive fase af den spitsbergske hvalfangst blev Smeerenburg et center for aktiviteter i nord. Navnet Smeerenburg betyder faktisk hvalspæk-by. Billedet øverst viser rester af hvalolie, der samlede sig omkring den store (ca. 2-3 m i diameter) kobberkedel, hvori spækket blev omdannet. Det spæk, der blev til overs, blev brugt til brændstof i ildstederne.
Stedet Smeerenburg blev først optaget af hollænderne i 1614, da skibe fra Noordsche Compagnie fra Amsterdam etablerede en midlertidig hvalstation med lærredstelte og rå, midlertidige ovne. I 1615, 1616 og 1618 kom hollænderne tilbage til stedet på samme måde. I 1619 blev et 500 ton skib med tømmer og andre materialer sendt til Spitsbergen.
Telte og midlertidige ovne blev udskiftet med trækonstruktioner og kobberkedler placeret på permanent vis på et murfundament, med et murstensildsted under og en skorsten til røgen.
I de første år var det kun Noordsche Compagnie og de dansk-norske hvalfangere, der nedsatte sig i Smeerenburg, førstnævnte mod øst og skandinaverne mod vest. I 1619 og 1620 blev de dansk-norske skibe, der tog til Smeerenburg, sendt af sted fra handelsfolk fra København, mens de der tog derop i 1621 og 1622 blev sendt af kongehuset. I 1623 kom to baskiske skibe med dansk-norske søfolk til Smeerenburg, hvor de begyndte at tage udstyr fra de dansk-norske hytter, indtil de blev jaget væk af hollænderne. I 1625 vendte de baskiske skibe tilbage og fandt, at deres fangstplads var blevet udsat for hærværk, udført af hollændere og englændere i den forrige sæson.
Efter 1625 blev danskere og nordmænd udvist af hollænderne, idet deres plads var optaget af Hoorn-, Enkhuizen- og Vlissingen-selskaberne. I 1626 var der fem store "hytter" i Smeerenburg, og i 1633 var alle kamre af "The Northern Company" repræsenteret i byen.
I sine velmagtsdage (1630'erne) bestod Smeerenburg af 16-17 bygninger, og i midten var der et fort bygget i 1631 eller før af de dansk-norske hvalfangere og andre medløbere.
Gyderne mellem bygningerne var brostensbelagte med afvandingsgrøfter, der tillod mændene at gå tørskoede. Der var syv dobbelt- og en enkeltovne, der lå foran i bygningerne. Amsterdam havde tre af bygningerne og to af dobbeltovnene. Vest for dem lå hvalfangerstationerne Middelburg, Veere, Vlissingen, Enkhuizen, Delft, og Hoorn selskaberne. I denne tid kunne der være op til 300 mand, der arbejdede på land med at koge spæk til olie, med at flænse hvaler og tilrette beholdere til at hælde olie i. 
Efter ødelæggelsen af en hollandsk station i Jan Mayen af dansk-norske søfolk i baskiske skibe i 1632 sendte hollænderne syv mand, ledet af Jacob Segersz. van der Brugge, der skulle overvintre på Smeerenburg 1633-34. Da alle syv overlevede, sendtes en anden gruppe på syv søfolk i vinteren 1634-35. Alle disse syv døde, og man arrangerede ikke flere overvintringer.
Smeerenburgs tilbagegang begyndte i de tidlige 1640'ere. Det var stadig i brug af Hoorn-selskabet så sent som 1657. Omkring 1660, med overgangen til pelagisk hvalfangst, blev bebyggelsen forladt.
I 1973 blev ruinerne af Smeerenbrug en del af Norges Nordvest-Spitsbergen nationalpark.

## Myte
Størrelsen af Smeerenburg er blevet overdrevet meget af mange forfattere. William Scoresby(1820) skrev, at 200-300 skibe og 12-18.000 mænd kom til Smeerenburg i løbet af den korte sommersæson.
Den norske opdagelsesrejsende Fridtjof Nansen (1920) kom med tilsvarende påstande og påstod, at hundreder af skibe lagde anker langs med Smeerenburgs strand, hvor 10.000 mennesker besøgte en hel by med stalde og gader. Udover ovnene, arbejdsstederne, var der butikker, kirker, et fort, spillebuler og endda et bordel. 
Sådanne påstande har ingen sammenhæng med virkeligheden som nævnt ovenfor. Der var ikke mere end 15 skibe og 400 mænd. Det er blevet fortalt, at to hundrede mænd sov eller arbejdede på kysten på samme tid, men idet der er sollys hele døgnet rundt, har mændene arbejdet i skift. Så 200 mænd skulle have sovet, mens det samme antal skulle have arbejdet. Der var ingen butikker, kirker, bordeller, men der var en enkel bastion med to geværer. Trods resultaterne af arkæologiske undersøgelser, der blev gennemført i perioden 1979-81, genfortæller moderne forfattere stadig de fantastiske historier om Smeerenburg.